# Дугиа
Дугиа (фр. Dougia) — небольшой город в Чаде, расположенный на территории региона Хаджер-Ламис.

## Географическое положение
Город находится в западной части Чада, на правом берегу реки Шари, вблизи государственной границы с Камеруном, на высоте 276 метров над уровнем моря.
Населённый пункт расположен на расстоянии приблизительно 57 километров к северо-северо-западу (NNW) от столицы страны Нджамены.

## Климат
Климат города характеризуется как аридный жаркий (BWh в классификации климатов Кёппена). Среднегодовая температура воздуха составляет 28 °C. Средняя температура самого холодного месяца (января) составляет 22,7 °С, самого жаркого месяца (мая) — 32,4 °С. Расчётная многолетняя норма осадков — 387 мм. В течение года количество осадков распределено неравномерно, основная их масса выпадает в период с мая по октябрь. Наибольшее количество осадков выпадает в августе (129 мм).

## Транспорт
Ближайший аэропорт расположен в Нджамене.